# Jimenez Novia
Jimenez Novia – koncepcyjny samochód sportowy powstały w 1995 roku we francuskim mieście Awinion zaprojektowany przez Ramona Jimeneza.

## Produkcja
Planowanie zaczęto w 1983 roku. Jednak pracę nad Jimenezem Novią rozpoczęto w 1985 roku, trwały 10 lat do 1995 roku. Przy produkcji pracowało kilkanaście osób, wszystkie wcześniej miały doświadczenie i styczność ze sportami wyczynowymi. Autu stawiano następujące warunki - jak najniższa masa własna, moc powyżej 500KM. Prędkość maksymalna powyżej 350 km/h i przyśpieszenie od 0-100km/h w 3,5 s.

## Silnik
Długo zastanawiano się nad doborem jednostki do auta. Postanowiono połączyć cztery czterocylindrowe silniki pochodzące z motocykla Yamaha FZR1000 w jedność. Niska masa i mocny a zarazem lekki silnik (lżejszy niż konkurencyjne V16) oferował doskonałe osiągi.

## Dane techniczne Jimenez Novia
| Marka i model              | Jimenez Novia                            |
| Lata produkcji             | 1995                                     |
| Długość (mm)               | 4170 mm                                  |
| Szerokość (mm)             | 1950 mm                                  |
| Wysokość (mm)              | 1100 mm                                  |
| Rozstaw osi (mm)           | 2540 mm                                  |
| Waga pojazdu (kg)          | 890 kg                                   |
| Rozmiar kół pojazdu (mm)   | P: michelin 275/40ZR17 - T: 355/35 ZR 17 |
| Felgi                      | BBS - szprychowe, niklowane              |
| Napęd                      | na koła tylne                            |
| Typ silnika                | Yamaha W16 – 80v                         |
| Pojemność skok. (cm³)      | 4118 cm ³ (4.1l)                         |
| Skrzynia biegów (M/A)      | Getrag 6-biegowa (M)                     |
| Stopień sprężania          | 11,3 : 1                                 |
| Moc kW (KM)                | 417kW (560KM) przy 10000 obr / min.      |
| Maks. moment obrotowy      | 432Nm przy 7500 obr / min.               |
| Osiągi (s)                 |                                          |
| 0-100km/h (s)              | 3,0 s                                    |
| 0-160km/h (s)              | 6,5 s                                    |
| Prędkość maksymalna (km/h) | 380 km/h                                 |
| Droga hamowania (m)        | 35,3 m                                   |
| Zbiornik paliwa (l)        | 120 l                                    |
| -------------------------- | ---------------------------------------- |